# Sebeobrana
Sebeobrana je sled úkonů, s jejichž pomocí se napadený objekt snaží zabránit útočníkovi ve způsobení možných tělesných zranění či jiných závažných škod. Sebeobranu lze provádět aktivně – beze zbraně (chvaty, údery, kopy atp.), se zbraní (pistole, nůž atp.) nebo pasivně – (útěk, zavolání policie). Za sebeobranu již nelze považovat situaci, kdy napadený využije nepřiměřených prostředků, např. útočník se vzdá a napadený i přesto pokračuje v jeho likvidaci. Sebeobrana je předmětem vědecké disciplíny sindefendologie.

## Rozdělení obsahu sebeobrany dle nauky

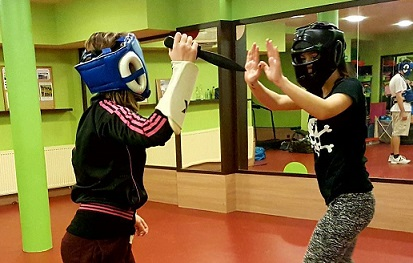
Nácvik sebeobranných technik při napadení nožem

Sebeobranu dělíme podle reálné použitelnosti na několik typů.
1. Bojová umění (karate, judo, aikido) – sebeobrana je pouze část výuky a především se dbá na trénink mysli a pohybu, nácvik trvá roky, nacvičuje se do vzduchu v teple tělocvičny na boso.
2. Bojové sporty (box, vale tudo, kickbox) – sebeobrana je součástí tréninku, ale cílem je především zvítězit na turnajích, zápasech, dodržují se pravidla, dle dané soutěže.
3. Sebeobrana – nácvik různých vysvobození a držení, obvykle bez pomůcek, tedy všechno je nacvičováno pouze na dotek, tak aby to nebolelo.
4. Reálná sebeobrana – nemá žádná pravidla, útočí na taková místa, která jsou v jiných sportech, obsahující nauku o sebeobraně, zakázána (oči, nos, ústa, rozkrok, koleno) cvičí se v ochranných oblecích, helmách a pomůckách, používají se lapy (úderové pěnové bloky) gumové nože, cvičné obušky, cvičné pepřové spreje plněné vodou a to tak, aby se obránce naučil tvrdé a nekompromisní techniky a postupy (taktiky), které fungují na ulici a nebál se však přitom, že způsobí zranění sobě, nebo cvičebnímu partnerovi. Jedině reálná sebeobrana, která se cvičí buď na ulici, nebo v botech v tělocvičně, nebo autě, výtahu, má opravdovou moc naučit člověka jisté sebeobranné techniky a zvýšit mu tak šanci na přežití daného útoku.[zdroj?]

## Rozdělení sebeobrany dle použití
Sebeobrana se dělí na dvě základní odvětví podle použití a to na civilní sebeobranu a profesní sebeobranu. Rozdíl v těchto dvou odvětvích je poměrně zásadní, neboť civilní sebeobrana - má za úkol odrazit prvotní útok pachatele a pokud možno co nejrychleji utéci do bezpečí. Naproti tomu profesní sebeobrana - má za úkol nejen odrazit útok na sebe, či na zákonem chráněný cíl (civilní osoby) ale především, má za cíl útočníka zpacifikovat, zadržet na daném místě, nebo eskortovat do vazby apod. Navíc policisté jsou často svázáni nesmyslným pojetím zákonů[zdroj?] a nemohou vůči pachateli postupovat dosti účinně tak, aby započatý úkon, nebo zákrok, vedený vůči pachateli, dokončili co nejdříve a bez poškození svého zdraví.
Civilní sebeobrana - cíl odrazit útok a utéci do bezpečí, přivolat pomoc.
Profesní sebeobrana - odrazit útok, zpacifikovat pachatele, omezit jej na osobní svobodě, eskortovat apod.

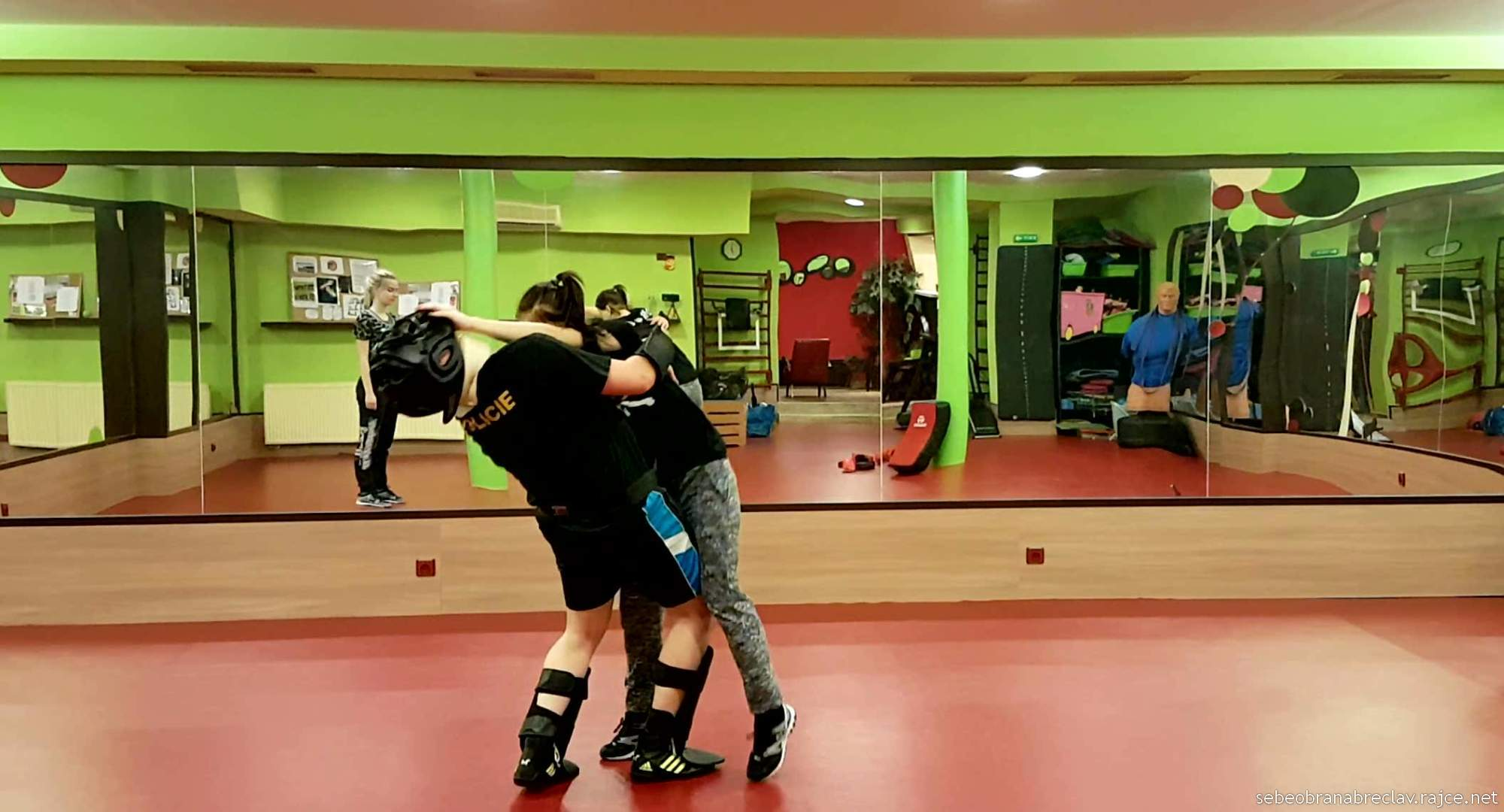
Nácvik sebeobrany při obejmutí útočníkem

## Sebeobrana dle způsobu obrany
1. Pomocí hmatů, chvatů, úderů a kopů sebeobrany. Obrana probíhá pomocí jednotlivých technik, který mají za úkol poškodit skelet člověka, nebo jeho přilehlé části tak, aby od svého jednání upustil. To buď svým rozhodnutím, nebo svým stavem bezvědomí.
2. Pomocí obranných prostředků. a) Improvizovaných – takové zbraně (zbraň je dle zákona cokoli, co učiní útok proti tělu důraznějším), které nejsou k tomuto účelu primárně určeny, tedy deštník, kámen, židle, batoh, mobil, propiska apod. b) Obrannému účelu vyrobených – jsou to prostředky, které byly přímo vyrobeny proto, aby se jimi odrážel útok vedený pachatelem, tedy například pepřové spreje, teleskopické obušky, střelné zbraně, boxery, paralyzéry, americké tasery apod.

## Reálná sebeobrana a její základní pravidla
I když reálná sebeobrana jako taková žádná pravidla nemá, tedy říká útoč vším, co máš po ruce a útoč na taková místa, abys rychle ukončil případný útok, tak přece jen z logiky věci je nutné dodržovat určité základy sebeobrany.
a) rozhlížet se kolem sebe a vnímat co se kolem mě děje, pokud totiž o útoku nevím, nemůžu na něj včas reagovat.
b) kontrolovat co lidé kolem mě dělají, co vytahují z kapes (kapesník? nůž?) a reagovat zavčas na dané signály.
c) pokud to lze, vždy v obranné situaci použít něco, co mi poskytne výhodu nad útočníkem (pepřový sprej? obušek? židle?).
d) dodržovat si bezpečný distanc (odstup) od pachatele, udává se minimální vzdálenost 1,5m od útočníka.

## Právní posuzování sebeobrany
Nejprve je nutno říct, že pojem sebeobrana v zákoně neexistuje. Zákony ČR znají jednání v nutné obraně a krajní nouzi. Především institut nutná obrana slouží k tomu účelu, aby nebyl potrestán obránce, pakliže se brání v rámci zákonných norem. Bohužel výklad zákona je strohý a neříká jak můžu a jak už nemůžu útočníka poranit, ale říká, že ten, kdo je nucen se bránit, pokud se na něj někdo chystá zaútočit, nebo na něj útok již vede, může poškodit do jisté míry pachateli zdraví, avšak nebude za toto jednání trestán, protože jednal v rámci nutné obrany, tedy chránil své zdraví, nebo zdraví svých blízkých. (nejedná se o přesnou definici,ale strohý výklad autora pro laiky)
Sám jsem byl účasten několika soudů, kdy v hlavní roli byla "sebeobrana" avšak jednotný názor, na posouzení toho, zda obránce jednal v rámci nutné obrany, nebo krajní nouze, (tabulkově) neexistuje. Soud posuzuje jednotlivé skutky, úkony a stavy, které mohly mít vliv na danou situaci a vyhodnocuje, zda dané jednání nese známky spáchání přestupku, trestného činu, nebo se užije institut nutné obrany či krajní nouze a na obránce se hledí, jako by nespáchal žádné protiprávní jednání.
Pokud na Vás pachatel vytáhne nůž a hodlá Vás okrást, je sice z taktického hlediska vhodné mu raději všechny věci co žádá vydat, ale nálezy ústavního soudu již několikrát potvrdily, že obránce nemusí užívat prvky sebeobrany až jako poslední možnost a může se začít bránit ihned. Pokud tedy místo peněženky vytáhnete pepřový sprej a nastříkáte jej do očí útočníka a z povzdálí přivoláte policii, lze se domnívat, že soud uzná Vaši nevinu (přestupek proti občanskému soužití, napadení, výtržnictví apod.) a nebudete za své jednání trestáni.
Pokud ovšem místo peněženky, spreje, nebo obušku, vytáhnete střelnou zbraň a bez ústního varování, varovných výstřelů, nestřelíte útočníka do nohou, ale přímo do srdce nebo hlavy, budete se ocitat ve velmi složité právní situaci, která obvykle končí odsouzením obránce. Bude záležet pouze na Vás, jak dokážete, že jste se cítili v přímém ohrožení života a že nebylo možné odvrátit útok jinak než přímým usmrcením pachatele. (Řekněme si na rovinu, že je lepší dát pachateli peněženku, kde si všechny platební karty zablokuji a doklady nechám udělat nové, než ho na místě zastřelit - podobný pohled bude mít i soud)

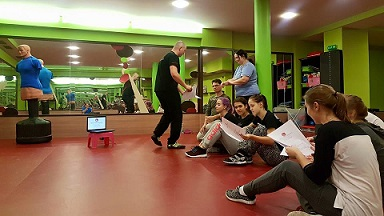
Zahajovací hodina společného kurzu sebeobrany

## Sebeobrana podle druhu nácviku
Sebeobrana lze nacvičovat několika možnými způsoby. Účinnost různých nácviků, je přímo úměrná účinnosti sebeobranných technik funkčních při obraně na ulici. Je samozřejmé, že i sebeobranu je nutno nacvičovat pravidelně.
a) formou kolektivní
Jedná se o cvičení, kdy se sejde neurčitý počet osob v tělocvičně a nacvičují sebeobranu. Nevýhodou je, že trenér se musí věnovat mnoho žákům a není zaručeno, že každý dostane potřebný díl pozornosti. Výhodu můžeme spatřovat v nižší ceně za trénink.
b) formou soukromých lekcí
Jedná se o cvičení, kde cvičí pouze trenér a zájemce. Obrovskou výhodou je, že lze cvičení přizpůsobit konkrétním požadavkům zájemce, jeho zdravotním indispozicím a trenér se věnuje zájemci celou cvičební dobu. Nevýhodou mohou být zvýšené náklady na jednu hodinu.
c) formou seminářů
Seminář je vlastně jednorázová akce, která může trvat hodinu, nebo také 2 dny. Sejde se určitý, obvykle omezený počet osob a cvičí se sebeobranné prvky s určitým zaměřením. Výhodou může být fakt, že pokud někdo nemůže navštěvovat pravidelné lekce, nebo si domlouvat pravidelné soukromé hodiny, může tento cvičební deficit, nahradit touto jednorázovou akcí. Nevýhodou je fakt, že trenér se opět věnuje většímu počtu osob a nemusí být zaručena dostatečná péče pro každého účastníka po celou dobu semináře a navíc návštěva semináře jednou za 6měsíců, není dostatečná pro účinný nácvik. Seminář je tedy vhodný spíše jako doplněk k běžnému cvičení a rozšíření informací.
d) formou kempů
Kemp, to je obvykle více denní akce, kde se účastníci věnují mnoha oblastem použití sebeobrany a vícero nácvikům v různých prostředcích a jedná se tak o intenzivní nácvik, který probíhá po celou dobu kempu. Například ráno, odpoledne, večer a akce mohou probíhat i v noci, či nad ránem. Výhodou je obrovský přínos pro každého zájemce, který projde obvykle velmi fyzicky i psychicky náročným tréninkem a je tak připraven na možné konfliktní situace na ulici. Nevýhodou je pak časová náročnost a mnohdy i velmi vysoká cena.

## Pravidla v sebeobraně
Reálnou sebeobranu, na rozdíl od bojových umění a sportů, dělí jeden propastný fakt. Bojové sporty, či umění, mají jistá pravidla a to na tréninku a stejně tak na zápasech, v konečné fázi i na ulici. Nesmí se bodat do očí, kopat do rozkroku, nesmí se vzít židle a rozbít partnerovi lebku, nesmím jít do šatny pro nůž a partnera pobodat. Reálná sebeobrana, má však jiný názor na řešení konfliktu. Reálná sebeobrana má v podstatě jedno důležité pravidlo. Braň se za jakékoliv okolnosti, proti jakémukoliv útoku, čímkoli co máš po ruce a bojuj, jako by ti šlo o život. Od tohoto "pravidla" pak odvozujeme další logické myšlenkové pochody.
Níže si můžete všimnout, že všechna doporučená pravidla, nemají se zápasem na žíněnce nic společného. Nicméně proto reálná sebeobrana opravdu funguje.
1) zbraň > kop > úder > páka (tedy pravidlo čtyř) říká, že pokud to lze, vždy použij nejdříve něco (zbraň) kterou můžeš posílit svou obranu a zesílit svou akci, pokud zbraň nemáš, nebo ti zbraň selže, udrž si útočníka od těla a vyřaď ho kopem, pokud nemůžeš kopat, tvrdě a opakovaně udeř, pokud nemůžeš udeřit, zajisti útočníka pákou.
2) udržuj si bezpečnou vzdálenost, respektive, čím dál je útočník ode mě, tím méně mi může ublížit a tím méně poškození mi hrozí.
3) pokud budeš nucen bránit se, útoč na citlivá místa na těle (koleno, rozkrok, oči, ohryzek, brada, klouby).
4) bojuj nečestně, na ulici ti jde o život, ne o body, či medaile.